# جيم بوس
جيم بوس هو رائد أعمال كندي، ولد في 1871، وتوفي في 17 يناير 1950.